# کرنل ۸۲۵۰
سیارک ۸۲۵۰ (به انگلیسی: 8250 Cornell، نامگذاری:1980RP) هشت هزار و دویست و پنجاهمین سیارک کشف شده‌است که در ۲ سپتامبر ۱۹۸۰ کشف شد.
قدر مطلق سیارک برابر ۱۲٫۴۰ است.